# Wspólnota administracyjna Lahr/Schwarzwald
Wspólnota administracyjna Lahr/Schwarzwald – wspólnota administracyjna (niem. Vereinbarte Verwaltungsgemeinschaft) w Niemczech, w kraju związkowym Badenia-Wirtembergia, w rejencji Fryburg, w regionie Südlicher Oberrhein, w powiecie Ortenau. Siedziba wspólnoty znajduje się w mieście Lahr/Schwarzwald, przewodniczącym jej jest Wolfgang Müller.
Wspólnota administracyjna zrzesza jedno miasto i jedną gminę:
- Kippenheim, 5 167 mieszkańców, 20,89 km²
- Lahr/Schwarzwald, miasto, 43 827 mieszkańców, 69,79 km²